# خوان كارلوس إسكوبار
خوان كارلوس إسكوبار (بالإسبانية: Juan Carlos Escobar)‏ (30 أكتوبر 1982 بكالي في كولومبيا - ) هو لاعب كرة قدم كولومبي في مركز الوسط. شارك مع منتخب كولومبيا لكرة القدم. أما مع النوادي، فقد لعب مع أتليتيكو هويلا وأمريكا دي كالي وديبورتيس كوينديو وديبورتيفو باستو وديبورتيفو كالي ونادي كريليا سوفيتوف سامارا وديبورتيس توليما وPatriotas Boyacá ‏ وديبورتيفو بيريرا ونادي يونياوتيونوما وكوكوتا ديبورتيفو ‏ وأليانزا بتروليرا.

## مسيرته الكروية
لعب خوان كارلوس إسكوبار خلال مسيرته الاحترافية مع 12 ناديًا في عشرون موسمًا وسجل خلالها 12 هدفًا ضمن 237 مباراة. حيث فاز في موسم واحد بالكأس ولم يفز بأي دوري.
خاض خوان كارلوس إسكوبار مسيرته مع نادي ديبورتيفو بيريرا ما بين عامي 2002 و2003 لمدة موسم واحد، لم يشارك في أي مباراة ولم يسجل أي هدف. ثم انتقل إلى نادي أتليتيكو هويلا ما بين عامي 2003 و2004 لمدة موسم واحد، حيث شارك في 13 مباراة سجل خلالها هدفًا واحدًا. لينتقل بعدها إلى نادي ديبورتيس توليما في موسم 2004 ليلعب معه خمسة مواسم، مشاركًا في 94 مباراة سجل خلالها 8 أهداف. ثم انتقل إلى نادي كريليا سوفيتوف سامارا في موسم 2007 في المرة الأولى واستمر معه طيلة ثلاثة مواسم ثم في عامي 2010-2012 ولمدة موسمين، مشاركًا طوالها في 46 مباراة سجل خلالها هدفًا واحدًا. هذا وانتقل لاحقًا إلى كوكوتا ديبورتيفو ‏ ما بين عامي 2009 و2010 لمدة موسم واحد، مشاركًا في 13 مباراة سجل خلالها هدفًا واحدًا أيضًا. ثم انتقل بعدها إلى نادي أمريكا دي كالي ما بين عامي 2012 و2013 لمدة موسم واحد، مشاركًا في 12 مباراة ولم يسجل أي هدف. ليعود وينتقل من جديد، لكن هذه المرة إلى أليانزا بتروليرا ما بين عامي 2013 و2014 لمدة موسم واحد، مشاركًا في 6 مباريات ولم يسجل أي هدف أيضًا. لينتقل بعدها إلى نادي ديبورتيفو باستو ما بين عامي 2014 و2015 لمدة موسم واحد، مشاركًا في 21 مباراة ولم يسجل أي هدف أيضًا. ثم لعب في نادي يونياوتيونوما ما بين عامي 2015 و2016 لمدة موسم واحد، مشاركًا في 5 مباريات ولم يسجل أي هدف أيضًا.

## وصلات خارجية
- خوان كارلوس إسكوبار على موقع قاعدة بيانات كرة القدم.إي يو (الإنجليزية)
- خوان كارلوس إسكوبار على موقع ناشيونال فوتبول تيمز (الإنجليزية)
- خوان كارلوس إسكوبار على موقع Soccerway.com (الإنجليزية)
- خوان كارلوس إسكوبار على موقع AS.com (الإسبانية)